# Плодіо
Плодіо (італ. Plodio, ліг. Ciòi) — муніципалітет в Італії, у регіоні Лігурія, провінція Савона.
Плодіо розташоване на відстані близько 440 км на північний захід від Рима, 55 км на захід від Генуї, 20 км на захід від Савони.
Населення — 658 осіб (2014).

## Демографія
Населення за роками:

Станом на 1 січня 2023 року в муніципалітеті офіційно проживало 30 іноземців з 9 країн, серед них 11 громадян країн Євросоюзу та 1 громадянин України.

## Сусідні муніципалітети
- Каркаре
- Коссерія
- Міллезімо
- Палларе